# 月ヶ瀬郵便局
月ヶ瀬郵便局（つきがせゆうびんきょく）は、奈良県奈良市月ヶ瀬にある郵便局。民営化前の分類では無集配特定郵便局であった。

## 概要
旧月ヶ瀬村唯一の郵便局である。

## 沿革
- 1918年（大正7年）3月16日 - 月瀬（つきがせ）郵便局として開設。
- 1970年（昭和45年）7月1日 - 月ヶ瀬郵便局に改称。
- 2007年（平成19年）10月1日 - 民営化。
- 2012年（平成24年）10月1日 - 日本郵便株式会社発足。

## 取扱内容
- 郵便、印紙、ゆうパック（チルドゆうパックを除く）、内容証明
- 貯金、為替、振替、振込、国際送金、国債、国際送金
- 生命保険、バイク自賠責保険、がん保険
- ゆうちょ銀行ATM

### 風景印
- 図柄は月ヶ瀬梅林梅花と月ヶ瀬橋。局名表記は「奈良　月ヶ瀬」
- 使用開始日は1970年7月10日

## 周辺
- 月ヶ瀬梅林
- 奈良市立月ヶ瀬小学校
- 奈良市立月ヶ瀬中学校
- 奈良市立月ヶ瀬診療所
- 梅の郷月ヶ瀬温泉
- 月ヶ瀬県民運動場
- 名張川

## アクセス
- 県道82号・県道753号沿い
- 駐車場あり：5台